# Jón Leifs
Jón Leifs, właśc. Jón Þorleifsson (ur. 1 maja 1899 w Sólheimar, zm. 30 lipca 1968 w Reykjavíku) – islandzki kompozytor.

## Życiorys
Ukończył szkołę muzyczną w Reykjavíku. W latach 1916–1922 studiował w konserwatorium w Lipsku u Hermanna Scherchena (dyrygentura), Paula Graenera i Otto Lohsego (teoria) oraz Roberta Teichmüllera (fortepian). W następnych latach mieszkał w Niemczech, dyrygując licznymi orkiestrami, z przerwą w latach 1935–1937, kiedy był doradcą muzycznym radia islandzkiego w Reykjavíku. W 1926 roku wraz z orkiestrą filharmonii w Hamburgu odbył tournée po Norwegii, Wyspach Owczych i Islandii. Z powodu małżeństwa z kobietą pochodzenia żydowskiego, jego twórczość została w III Rzeszy w 1937 roku objęta cenzurą, a w 1944 roku pozwolono mu na wyjazd z rodziną do Szwecji. W 1945 roku powrócił do rodzinnej Islandii. Był organizatorem życia muzycznego na Islandii, założył związek kompozytorów islandzkich i islandzkie towarzystwo praw autorskich. Dzięki jego staraniom Islandia ratyfikowała konwencję berneńską. W latach 1952–1954 i 1964–1966 był przewodniczącym nordyckiej rady kompozytorów.
Prowadził badania nad islandzkim folklorem muzycznym, dążąc do stworzenia stylu narodowego. Był autorem prac Tónlistarhaettir (wyd. Lipsk 1922) i Islands künstlerische Anregun (wyd. Reykjavík 1951).

## Wybrane kompozycje
(na podstawie materiałów źródłowych)

### Utwory orkiestrowe
- Trilogia piccoa (1919–1924)
- Uwertura islandzka (1926)
- Variazione pastorale na temat Beethovena (1927)
- Koncert organowy (1927–1928)
- Tańce islandzkie (1928)
- Sögu-Sinfónía (1941–1942)
- Réminiscence du nord (1952)
- uwertura Landsýn (1955)
- Þrjú óhlutræn málverk (1955–1960)
- Geysir (1961)
- uwertura Hekla (1961)
- elegia Hintza kveoja: In memoriam 30. sept. 1961 na smyczki (1961)
- Víkingasvar (1962)
- Fine I (1963)
- Fine II na wibrafon i smyczki (1963)
- Hughreysting (1968)

### Utwory kameralne
- Étude na skrzypce (1924)
- Nocturne na harfę (1931–1933)
- 3 kwartety smyczkowe (I Mors et vita 1939, II Vita et mors 1948–1951, III El Greco 1965)
- Kwintet na flet, klarnet, fagot, altówkę i wiolonczelę (1959)
- Scherzso concerto na 8 instrumentów dętych, altówkę i wiolonczelę (1964)

### Utwory fortepianowe
- Intermezzo-Torrek (1919)
- 4 utwory (1922)
- Tańce islandzkie (1929)
- Nowe tańce islandzkie (1931)
- Juvenile Song (1961)

### Utwory organowe
- Praeludia organo (1952)

### Utwory wokalno-instrumentalne
- Ojcze nasz na sopran lub tenora i organy (1929)
- Kantata islandzka na chór, chór dziecięcy i orkiestrę (1929–1930)
- oratorium Edda (cz. I na tenora, bas, chór i orkiestrę 1936–1939, cz. II na mezzosopran, tenora, bas, chór i orkiestrę 1951–1956, cz. III na chór i orkiestrę 1966–1968 niedokończona)
- Guðrúnarkviða na mezzosopran, tenora, bas i orkiestrę (1940)
- Requiem na chór (1947)
- Vorvísa na chór i orkiestrę (1958)
- In memoriam Jónas Hallgrímsson na mezzosopran lub baryton i fortepian (1958, wersja na chór i orkiestrę 1961)
- Hekla na chór i orkiestrę (1961)
- Dettifoss na baryton, chór i orkiestrę (1964)
- Nótt na tenora, bas i małą orkiestrę (1964)
- Helga kviða Hundingsbana na alt, bas i orkiestrę kameralną (1964)
- Hafis na chór i orkiestrę (1965)

### Muzyka do sztuk scenicznych
- muzyka do sztuki Galdra-Loftr (1925)
- sztuka sceniczna bez słów Baldr na chór, tancerzy i orkiestrę (1948)